# Víctor Vicente Robles
Víctor Vicente Robles Valenzuela (Concepción, 20 de julio de 1879-Santiago, 29 de octubre de 1961) fue un abogado y político radical chileno, apodado como Don Crisantemo, por la revista satírica Topaze, que ocupó importantes roles en el congreso y en los gabinetes.

## Biografía
Hijo de José Benito Robles y Carmen Valenzuela, Víctor Vicente Robles estudió en el Liceo de Hombres de Concepción y posteriormente Derecho en el Curso Fiscal de Leyes de Concepción, actual Facultad de Ciencias Jurídicas y Sociales de la Universidad de Concepción.
Se casó con Beryl McNamara y tuvo dos hijos, y desde temprana edad adhirió a las ideas radicales, partido en cual militó.
En 1909 fue elegido diputado por Arauco, Lebu y Cañete, ahí integró la Comisión Permanente de Gobierno de Relaciones Exteriores y Colonización, en esta comisión, Robles pronunció grandes discursos en el ámbito de Hacienda, haciendo que cayera el ministerio.
Hay que destacar que en su carrera de abogacía, perteneció a la Corte de Apelaciones de Concepción, y se perfeccionó estudiando Derecho Civil y Derecho Agrícola e Industrial, además de ejercer su empleo en firmas japonesas y del exterior.
Por sus labores destacados fue reelegido por la misma agrupación, y el Partido Radical le encargó comisiones difíciles, nuevamente fue reelecto por Rere y Puchacay y siguió integrando la comisión, pero esta vez la presidió.
Nuevamente es reelegido pero esta vez para La Serena, Elqui y Coquimbo, por estas labores en Relaciones Exteriores el presidente Juan Luis Sanfuentes lo nombra Ministro de Guerra y Marina, pero por la rotativa ministerial debe dejar el cargo meses después.
Fue nombrado Ministro Plenipotenciario en Asia, y estuvo presente en varios diferendos limítrofes del país.
En 1932 el presidente Juan Esteban Montero lo nombra Ministro del Interior, en éste cargo debe enfrentar complicadas situaciones, debido a la crisis política y económica que afectaba al país, además de la caída de la popularidad del gobierno.
Debió mediar y presionar diferentes huelgas propiciadas por la izquierda, además de declarar estado de sitio y reducir los reductos comunistas, sin embargo la duración en su cargo fue efímera ya que el 4 de junio de 1932, no se pudo controlar la revolución, ya que logró el apoyo de Carabineros de Chile, pero las fuerzas anarquistas de Grove superaban en armamento y organización al organizado por Robles, Montero y Manzano, la crisis superó al gobierno y debió salir con el presidente y el gabinete, culminando su carrera política.
Además desempeñó cargos en los diarios El Sur y La Ley. Falleció en 1961 a los 82 años.
| Predecesor: Marcial Mora     | Ministro del Interior de Chile 7 de abril de 1932 - 4 de junio de 1932                 | Sucesor: Arturo Puga (República Socialista de Chile) |
| Predecesor: Jorge Valdivieso | Ministro de Guerra y Marina de Chile 6 de septiembre de 1918 - 28 de noviembre de 1918 | Sucesor: Enrique Bermúdez                            |